# 春心萌動的老屋緣廊
《春心萌動的老屋緣廊》是鶴谷香央理所創作的日本漫畫，從2017年11月17日起於KADOKAWA旗下的漫畫網站Comic Newtype上連載至2020年10月9日完結，單行本共出版5冊。作品的內容是描述著一名老婦人在偶然情況下閱讀到一本以BL為題材的漫畫後，開始對此類型作品感到興趣，之後她結識了一名同樣愛好BL題材的女子高生，兩人藉此建立了一段忘年之交。
本作開始連載後透過社群媒體引發話題，並榮獲《這本漫畫真厲害！2019》女生篇和「THE BEST MANGA 這本漫畫必讀！2019」的第1名等榮譽。之後在2021年1月7日，宣布了將此漫畫翻拍成真人電影的消息。真人電影於2022年6月17日上映。

## 劇情概要
夏日的某一天，老婦人市井野雪為了避開炎熱的陽光，踏入久未光顧的書店。之後雪想到自己有好長一段的時間未翻閱漫畫書，便隨手挑了一本她覺得畫風不錯的作品，但不知內容是BL題材的漫畫。當時在櫃台為雪結帳的工讀生佐山麗，私下剛好是一個愛好BL作品的腐女。她內心對於雖然年齡是老人，但購買此類型漫畫的雪感到印象深刻。
回到家翻閱漫畫的雪對內容起初感到意外，但隨後對劇中想彼此追求同性戀情的青年，產生一股想對他們聲援打氣的心情，便開始對BL作品產生了興趣。
之後想知道後續發展的雪，回到書店想購買續集，讓在書店打工的小麗再次遇到了雪。在知道小麗同樣對BL有興趣後，雪便提議約個空閒的時間兩人出來見面，來討論此類型作品。雪與小麗多次見面互動後，兩人因志趣相投、透過交流BL作品建立起了友情，並一起參加了同人誌即賣會留下許多美好回憶。
過了不久，即將面臨升學壓力的小麗開始對自己的未來感到迷惘。隨後小麗興起了讓自己來創作一本BL同人誌，這樣的挑戰念頭。在詢問雪是否願意陪同自己參加同人販售活動後，雪表示自己願意幫忙，來協助她完成這個目標。

## 主要角色
市野井雪（演：宮本信子）
75歲的寡婦。自從丈夫在兩年前過世後就獨居在舊式宅院中，平時也在此開辦書法教室。有一名嫁到國外居住的女兒花江。
在看過BL漫畫《只想永遠注視你一人》後，對BL題材大感興趣，逐漸成為腐女。
她與佐山麗相處的過程中經歷許多過去沒有的新奇體驗，並在對方決定創作個人同人誌時給予相當有力的協助。
佐山麗（演：蘆田愛菜）
17歲的女高中生。父母分居後和母親同住。平時在書店打工，個人暱稱為「小麗」或「小麗麗」。
身為腐女的她收藏許多BL漫畫，但是在學校找不到同儕，她也對自己不出色的外貌和不擅長打扮帶著自卑感。她心中憧憬著BL漫畫中描繪的愛情，並偶爾試著自己動筆作畫。
紡（演：高橋恭平）
男高中生，與小麗相當親近的同學兼童年好友。小時候與小麗及另一個名叫梓的女孩是一同行動的玩伴。
他在上高中後依舊對小麗友善，但小麗對於他與另名女學生橋本英莉交往的情況感到有些失落。
橋本英莉（演：汐谷友希）
女高中生，是小麗的同學也是紡的女友。成績優異且擁有媲美藝人的美貌，以出國留學作為目標。
她內心對於紡比起跟自己在一起，在小麗面前談吐反而更融洽的情況感到在意。
米田優（演：古川琴音）
女性漫畫家，漫畫《只想永遠注視你一人》的作者。

## 創作背景
本作是鶴谷香央理繼《don't like this》後的第二部連載，也是第一部集結成單行本發行的作品。當初鶴谷在青年雜誌發展困難，朋友於是安排他和KADOKAWA旗下漫畫網站Comic Newtype的編輯見面。鶴谷當時就表示自己想要畫喜歡BL的人的故事，不過因為正在準備將之前畫的一部有關香水師的單篇作品發展成連載，所以還沒有動筆。1年後鶴谷放棄了單篇的連載化，於是重新聯絡Comic Newtype的編輯，所幸對方還記得他。鶴谷在對方的建議下加入「奶奶」這個要素。
作品原文標題裡的字詞（Metamorphosis），靈感是來自創作歌手青羊成立的一人樂團Kemono所發表的曲子。因協助Kemono表演的樂手Tōi Daisuke私下是與鶴谷香央理一起創作俳句的朋友，所以有向鶴谷香央理介紹過Kemono的歌曲。在鶴谷香央理還無法決定此部漫畫的名稱時，想到這首曲子後腦海浮現出「只要是自己喜歡的東西，做起來一定沒問題」的感覺，便此曲子為靈感來構想此部漫畫的名稱。
故事中角色靈感方面，佐山麗是鶴谷香央理以過去腦海裡曾想畫出的「喜愛BL題材；但心裡容易對此感到內疚的少女」一篇故事作為範本，她的面孔表情則有引用之前創作的短篇《吹奏樂社的白井君》裡頭主角白井。老婦人市野井雪的部分，鶴谷香央理雖然有將自己的祖母作為參考，但是以臨摹老年人的模樣為主，兩者的日常行為上並不相同，不過同樣都有著好奇心旺盛的個性。

## 出版書籍
| 卷數 | KADOKAWA      | KADOKAWA               | 台灣角川      | 台灣角川               |
| 卷數 | 發售日期      | ISBN                   | 發售日期      | ISBN                   |
| ---- | ------------- | ---------------------- | ------------- | ---------------------- |
| 1    | 2018年5月8日  | ISBN 978-4-04-106830-4 | 2019年4月22日 | ISBN 978-957-56-4910-4 |
| 2    | 2018年11月8日 | ISBN 978-4-04-107350-6 | 2019年6月26日 | ISBN 978-957-74-3068-7 |
| 3    | 2019年6月8日  | ISBN 978-4-04-108224-9 | 2019年12月9日 | ISBN 978-957-74-3464-7 |
| 4    | 2020年3月10日 | ISBN 978-4-04-108841-8 | 2020年8月20日 | ISBN 978-957-74-3945-1 |
| 5    | 2021年1月9日  | ISBN 978-4-04-110813-0 | 2021年9月27日 | ISBN 978-986-52-4777-5 |

## 宣傳
在本作獲得《這本漫畫真厲害！2019》女生篇第1名後，2018年12月11日在KADOKAWA的YouTube頻道上傳了兩條紀念宣傳影片。內容為聲優梶裕貴擔任旁白，伴以漫畫畫面介紹故事。其後分別於同年12月25日、翌年1月11日、1月25日和2月8日，於同頻道公開女演員能年玲奈（藝名為）、梶裕貴、饒舌歌手宇多丸和女演員美村里江推薦本作的影片。

## 獲獎紀錄
| 獲獎年份 | 獎項                              | 類別     | 獲獎對象               | 結果   | 來源         |
| -------- | --------------------------------- | -------- | ---------------------- | ------ | ------------ |
| 2018年   | Bros漫畫大獎2018                  |          | 《春心萌動的老屋緣廊》 | 大獎   | [ 30 ]       |
| 2018年   | 這本漫畫真厲害！2019              | 女性篇   | 《春心萌動的老屋緣廊》 | 第1名  | [ 3 ] [ 31 ] |
| 2019年   | 第22屆日本新媒體動漫藝術節        | 漫畫部門 | 《春心萌動的老屋緣廊》 | 新人獎 | [ 32 ]       |
| 2019年   | 漫畫大獎2019                      |          | 《春心萌動的老屋緣廊》 | 第8名  | [ 33 ]       |
| 2019年   | THE BEST MANGA 這本漫畫必讀！2019 |          | 《春心萌動的老屋緣廊》 | 第1名  | [ 34 ]       |
| 2021年   | 漫畫大獎2021                      |          | 《春心萌動的老屋緣廊》 | 第8名  | [ 35 ]       |

## 評價
漫畫家西炯子表示《春心萌動的老屋緣廊》精湛地描寫出喜悅、以及不和睦的寂寞感，是部令人喜愛的作品。聲優梶裕貴認為這部漫畫在和緩的步調中，讓人思考著生存、自身存在的意義。饒舌歌手宇多丸讚賞書中年齡相差甚遠的兩人，因相同喜好結識的感情表現，另外提到若電影導演森田芳光還在世的話，希望能看到他執導這部漫畫的真人電影。
日本海外媒體看法方面，漫畫書資源網的專欄上表示相信任何一位女性身份的BL愛好者，都會從佐山麗在劇情中的孤立、尷尬場合裡找到與自己痛苦的雷同點；並且會在市野井雪從一開始的意外發掘、到享受BL題材的過程中，心裡感受到一種喜悅，而她們之間跨世代的友情，正是鶴谷香央理向世人挖掘出的寶藏。漫畫新聞與評論網站ComicsBeat認為你自己是否喜愛BL題材並不是欣賞《春心萌動的老屋緣廊》的先決條件，因為這部漫畫的劇情力量是讓大家知道，年齡並不是阻礙建立有意義友情的東西。動畫新聞網提到這部漫畫中最精彩的劇情表現，就是讓兩名孤獨、年齡相差甚遠的人，因為相同的喜好而結識，就如同女演員碧莉·伯克曾說過，除非你是一塊有保存期限的起司，否則年齡從來不是重點。

## 电影
《春心萌動的老屋緣廊》电影版于2022年6月17日于日本上映。由狩山俊輔执导，冈田惠和编剧，宫本信子和芦田爱菜主演。

### 演员表
- 佐山丽：芦田爱菜
- 市野井雪：宫本信子
- 河村紡：高橋恭平[42]
- 米田优：古川琴音[42]
- 橋本英莉：汐谷友希[42]
- 佐山美香：伊東妙子[42]
- 花江：生田智子[42]
- 沼田：光石研[42]

### 工作人员
- 原作：鶴谷香央理
- 导演：狩山俊輔
- 编剧：冈田惠和
- 音乐：T字路s
- 剧中漫画：じゃのめ[43]、鶴谷香央理
- 制作：沢桂一、鳥羽乾二郎、長澤一史
- 执行制片人：伊藤響
- 制片人：河野英裕、谷戸豊、大倉寛子
- 摄影：谷康生
- 灯光：白鳥友輔
- 录音：高島良太
- 美术：小池寛
- 美术设计：内田哲也
- 装饰：寺原ゴイチ
- 音效：木村悦子
- 造型：三好マリコ、宮本茉莉
- 发型和化妆：金山貴成
- 副导演：保母海里風
- 制作担当：宇佐美晴久
- 宣传发行：小嶋功一
- 公关制作人：滝口彩香
- 特别支持：Hulu
- 发行：日活
- 出品：Nitterexon
- 制作：《春心萌動的老屋緣廊》制作委员会

### 主题曲
主题曲是由芦田愛菜和宫本信子翻唱T字路s乐队的“ 如果我有这个就好了 (これさえあれば) ”，他们以 "麗&雪"的名义演唱，T字路s乐队则进行伴奏。

## 備註
1. 1 2 3 4 5  第1回內容
2. ↑  第4至5回內容
3. ↑  第10至12回內容
4. ↑  第30回內容
5. ↑  第14回內容
6. ↑  第3回內容
7. ↑  第2回內容
8. 1 2  第8回內容
9. 1 2  第16回內容
10. ↑  第11回內容

## 外部連結
- KADOKAWA特設網站（日語）
- 漫畫連載網站（日語）
- 春心萌動的老屋緣廊的X（前Twitter）（日語）
- 【試閱】《春心萌動的老屋緣廊》老太太與女高中的忘年腐友聯盟溫馨日常 - 巴哈姆特電玩資訊站（繁體中文）
- 真人電影官方網站（日語）